# Carl Skogman
Carl Johan Alfred Skogman, född den 3 augusti 1820 i Stockholm, död 7 oktober 1907 i Stockholm, var en svensk friherre, sjömätare, kapten i flottan, riksdagsman och tecknare.  
Skogman var son till Carl David Skogman och Ulrika Scharp och gift första gången 1851 med Marie-Louise Toll och andra gången från 1869 med Agnes Fredrika Gustava Poppius och far till Agnes Sutthoff. Skogman blev student vid Uppsala universitet 1836, tog sjöofficersexamen 1839 han  studerade teckning vid Konstakademien 1840–1841. Skogman medföljde som styrman den s. k. Oxehufvudska expeditionen till Buenos Aires 1841 och hemförde därifrån besättningen till Sverige samt utnämndes samma år till sekundlöjtnant vid flottan.
Skogman arbetade 1844–1846 med triangelmätning av Vänern och 1846–1851 med gradmätning av Bottniska viken och Norra ishavet. Han deltog i Nils Haqvin Selanders arbeten i Tornedalen och Lappland för Struves gradmätning.
Åren 1851–1853 medföljde Skogman fregatten Eugenie på dess världsomsegling. Om seglatsen publicerade han en populärvetenskaplig bok, illustrerad med litografier utförda av honom själv.
År 1861 utnämndes Skogman till kapten och chef för Sjöförsvarsdepartementets kommandoexpedition, var 1863–1868 inspektör för rikets navigationsskolor och övergick 1866 på indragningsstaten, där han sedermera blev kommendörkapten.
Skogman deltog i de fyra sista ståndsriksdagarna (1856–1866) som ledamot av ridderskapet och adeln och var vid de tre sista ledamot av statsutskottet. Han var ledamot av myntkommittén 1869–1870. Dessutom var han fullmäktig i Riksbanken 1863–1873, en av Stockholms stadsfullmäktige 1863–1874 och under hela sitt ledamotskap av första kammaren (1868–1871) återigen ledamot av statsutskottet.
Skogman blev ledamot av Örlogsmannasällskapet 1850 (hedersledamot 1871) samt invaldes 1854 i Krigsvetenskapsakademin och 1869 i Kungliga Vetenskapsakademien. Han var också länge ledamot av Direktionen över Trollhättans kanalverk och av styrelsen över Skandinaviska Kreditaktiebolaget. Skogman är representerad vid Kungliga biblioteket, Stockholms stadsmuseum och Nationalmuseum i Stockholm. 
Carl Skogman är begravd på Norra begravningsplatsen utanför Stockholm.